# Buenos Aires Libre
Buenos Aires Libre fue un bloque parlamentario liberal-libertario argentino con representación en el Congreso de la Nación Argentina y en las cámaras alta y baja de la Legislatura de la Provincia de Buenos Aires. Tiene origen en enero del año 2023, tras un desprendimiento del bloque Avanza Libertad.
Carolina Píparo luego de la separación con José Luis Espert, se unificaría junto al bloque La Libertad Avanza, hasta que por conflictos, se separaría y formaría de nuevo el bloque junto a otra diputada.
El bloque fue muy criticado desde sus inicios, debido a que presentaba un aparente desprendimiento y separación de LLA, además que por el hecho que Lorena Macyszyn es la cuñada de Carolina Piparo.
Durante la votación de la Ley de Bases y Puntos de Partida para la Libertad de los Argentinos el bloque votó en contra de un apartado que "proponía la facultad delegada para "transformar, modificar, unificar o eliminar fideicomisos o fondos fiduciarios públicos". Lo que ocasionó que el bloque, y principalmente Piparo, fueran duramente criticados por la militancia libertaria en redes sociales

## Composición legislativa

### Diputados
El bloque está compuesto por Carolina Píparo y por Lorena Macyszyn, ambas sin ser miembros de ningún partido político.
| Bloque Buenos Aires Libre 2 diputados - Presidente: Carolina Píparo | Bloque Buenos Aires Libre 2 diputados - Presidente: Carolina Píparo | Bloque Buenos Aires Libre 2 diputados - Presidente: Carolina Píparo | Bloque Buenos Aires Libre 2 diputados - Presidente: Carolina Píparo | Bloque Buenos Aires Libre 2 diputados - Presidente: Carolina Píparo | Bloque Buenos Aires Libre 2 diputados - Presidente: Carolina Píparo | Bloque Buenos Aires Libre 2 diputados - Presidente: Carolina Píparo |
| Partido                                                             | Partido                                                             | Retrato                                                             | Nombre                                                              | Provincia                                                           | Mandato                                                             | Mandato                                                             |
| Partido                                                             | Partido                                                             | Retrato                                                             | Nombre                                                              | Provincia                                                           | Inicio                                                              | Fin                                                                 |
| ------------------------------------------------------------------- | ------------------------------------------------------------------- | ------------------------------------------------------------------- | ------------------------------------------------------------------- | ------------------------------------------------------------------- | ------------------------------------------------------------------- | ------------------------------------------------------------------- |
|                                                                     | Independiente                                                       |                                                                     | Carolina Píparo                                                     | Buenos Aires                                                        | 2021                                                                | 2025                                                                |
|                                                                     | Independiente                                                       |                                                                     | Lorena Macyszyn                                                     | Buenos Aires                                                        | 2023                                                                | 2027                                                                |

### Diputados Buenos Aires
Este bloque está compuesto únicamente por Jazmin Ailén Carrizo, que no tiene partido político. 
| Bloque Buenos Aires Libre 1 diputado Buenos Aires - Presidente: Jazmin Ailén Carrizo | Bloque Buenos Aires Libre 1 diputado Buenos Aires - Presidente: Jazmin Ailén Carrizo | Bloque Buenos Aires Libre 1 diputado Buenos Aires - Presidente: Jazmin Ailén Carrizo | Bloque Buenos Aires Libre 1 diputado Buenos Aires - Presidente: Jazmin Ailén Carrizo | Bloque Buenos Aires Libre 1 diputado Buenos Aires - Presidente: Jazmin Ailén Carrizo | Bloque Buenos Aires Libre 1 diputado Buenos Aires - Presidente: Jazmin Ailén Carrizo | Bloque Buenos Aires Libre 1 diputado Buenos Aires - Presidente: Jazmin Ailén Carrizo |
| Partido                                                                              | Partido                                                                              | Retrato                                                                              | Nombre                                                                               | Provincia                                                                            | Mandato                                                                              | Mandato                                                                              |
| Partido                                                                              | Partido                                                                              | Retrato                                                                              | Nombre                                                                               | Provincia                                                                            | Inicio                                                                               | Fin                                                                                  |
| ------------------------------------------------------------------------------------ | ------------------------------------------------------------------------------------ | ------------------------------------------------------------------------------------ | ------------------------------------------------------------------------------------ | ------------------------------------------------------------------------------------ | ------------------------------------------------------------------------------------ | ------------------------------------------------------------------------------------ |
|                                                                                      | Independiente                                                                        |                                                                                      | Jazmin Ailén Carrizo                                                                 | Buenos Aires                                                                         | 2023                                                                                 | 2027                                                                                 |

### Senadores Buenos Aires
Este bloque está compuesto únicamente por Betina Clara Riva, que no tiene partido político. 
| Bloque Buenos Aires Libre 1 senador Buenos Aires - Presidente: Betina Clara Riva | Bloque Buenos Aires Libre 1 senador Buenos Aires - Presidente: Betina Clara Riva | Bloque Buenos Aires Libre 1 senador Buenos Aires - Presidente: Betina Clara Riva | Bloque Buenos Aires Libre 1 senador Buenos Aires - Presidente: Betina Clara Riva | Bloque Buenos Aires Libre 1 senador Buenos Aires - Presidente: Betina Clara Riva | Bloque Buenos Aires Libre 1 senador Buenos Aires - Presidente: Betina Clara Riva | Bloque Buenos Aires Libre 1 senador Buenos Aires - Presidente: Betina Clara Riva |
| Partido                                                                          | Partido                                                                          | Retrato                                                                          | Nombre                                                                           | Provincia                                                                        | Mandato                                                                          | Mandato                                                                          |
| Partido                                                                          | Partido                                                                          | Retrato                                                                          | Nombre                                                                           | Provincia                                                                        | Inicio                                                                           | Fin                                                                              |
| -------------------------------------------------------------------------------- | -------------------------------------------------------------------------------- | -------------------------------------------------------------------------------- | -------------------------------------------------------------------------------- | -------------------------------------------------------------------------------- | -------------------------------------------------------------------------------- | -------------------------------------------------------------------------------- |
|                                                                                  | Independiente                                                                    |                                                                                  | Betina Clara Riva                                                                | Buenos Aires                                                                     | 2023                                                                             | 2027                                                                             |